# Polisportiva Sassari Torres 1998-1999
Questa pagina raccoglie le informazioni riguardanti la Polisportiva Sassari Torres nelle competizioni ufficiali della stagione 1998-1999.

## Rosa
| N. |                   | Ruolo | Calciatore           |
| -- | ----------------- | ----- | -------------------- |
|    | Italia (bandiera) |       | Asaro                |
|    | Italia (bandiera) | D     | Riccardo Chechi      |
|    | Italia (bandiera) | C     | Fabio Chessa         |
|    | Italia (bandiera) | D     | Mario Chianello      |
|    | Italia (bandiera) | A     | Domenico Costanzo    |
|    | Italia (bandiera) | C     | Manuel Cristofari    |
|    | Italia (bandiera) | D     | Luigi Dettori        |
|    | Italia (bandiera) | A     | Francesco Fiori      |
|    | Italia (bandiera) | C     | Angelo Giacalone     |
|    | Italia (bandiera) | D     | Luca Lacrimini       |
|    | Italia (bandiera) | D     | Danilo Ledda         |
|    | Italia (bandiera) | D     | Lorenzo Lungheu      |
|    | Italia (bandiera) | C     | Gianluca Marroncelli |

| N. |                   | Ruolo | Calciatore       |
| -- | ----------------- | ----- | ---------------- |
|    | Italia (bandiera) | D     | Gianluca Masia   |
|    | Italia (bandiera) | D     | Luca Panetto     |
|    | Italia (bandiera) | C     | Massiliano Pani  |
|    | Italia (bandiera) | P     | Salvatore Pinna  |
|    | Italia (bandiera) | C     | Sebastiano Pinna |
|    | Italia (bandiera) | C     | Michele Pulina   |
|    | Italia (bandiera) | A     | Cristian Ranalli |
|    | Italia (bandiera) | C     | Omar Rivolta     |
|    | Italia (bandiera) | C     | Luca Rusani      |
|    | Italia (bandiera) | D     | Emidio Sabatelli |
|    | Italia (bandiera) | C     | Nicola Sanna     |
|    | Italia (bandiera) | A     | Stefano Udassi   |
|    | Italia (bandiera) | D     | Filippo Zani     |